# Regionalwahl in Umbrien 2015
Die Regionalwahl in Umbrien 2015 fand am 31. Mai statt; der Regionalrat und der Präsident der Region Umbrien wurden gleichzeitig gewählt.

## Wahlergebnis
| Kandidaten                                                               | Kandidaten              | Stimmen | %    | Listen                                        | Stimmen | %    | Mandate |
| ------------------------------------------------------------------------ | ----------------------- | ------- | ---- | --------------------------------------------- | ------- | ---- | ------- |
|                                                                          | Catiuscia Marinigewählt | 159.869 | 42,8 | Partito Democratico                           | 125.777 | 35,8 | 11      |
| Socialisti e riformisti - Territori per l'Umbria                         | Catiuscia Marinigewählt | 159.869 | 42,8 | 12.200                                        | 3,5     | 1    |         |
| Umbria più Uguale - Sinistra Ecologia Libertà - La Sinistra per l'Umbria | Catiuscia Marinigewählt | 159.869 | 42,8 | 9.010                                         | 2,6     | –    |         |
| Civica Popolare                                                          | Catiuscia Marinigewählt | 159.869 | 42,8 | 5.172                                         | 1,5     | –    |         |
| ↳ Gesamt                                                                 | Catiuscia Marinigewählt | 159.869 | 42,8 | 152.159                                       | 43,3    | 12   |         |
|                                                                          | Claudio Ricci           | 146.752 | 39,3 | Lega Nord                                     | 49.203  | 14,0 | 2       |
| Forza Italia                                                             | Claudio Ricci           | 146.752 | 39,3 | 30.017                                        | 8,5     | 1    |         |
| Fratelli d’Italia – Alleanza Nazionale                                   | Claudio Ricci           | 146.752 | 39,3 | 21.931                                        | 6,2     | 1    |         |
| Ricci Presidente                                                         | Claudio Ricci           | 146.752 | 39,3 | 15.784                                        | 4,5     | 1    |         |
| Cambiare in Umbria                                                       | Claudio Ricci           | 146.752 | 39,3 | 9.374                                         | 2,7     | –    |         |
| Per l'Umbria Popolare con Ricci                                          | Claudio Ricci           | 146.752 | 39,3 | 9.285                                         | 2,6     | –    |         |
| Nicht gewählte Direktkandidat                                            | Claudio Ricci           | 146.752 | 39,3 | –                                             | –       | 1    |         |
| ↳ Gesamt                                                                 | Claudio Ricci           | 146.752 | 39,3 | 135.594                                       | 38,6    | 6    |         |
|                                                                          | Andrea Liberati         | 53.458  | 14,3 | Movimento 5 Stelle                            | 51.203  | 14,6 | 2       |
|                                                                          | Michele Vecchietti      | 5.858   | 1,6  | L’Umbria per un'Altra Europa                  | 5.561   | 1,6  | –       |
|                                                                          | Simone Di Stefano       | 2.457   | 0,7  | Sovranità - Prima gli Italiani                | 2.343   | 0,7  | –       |
|                                                                          | Amato John De Paulis    | 2.155   | 0,6  | Alternativa Riformista                        | 1.919   | 0,5  | –       |
|                                                                          | Aurelio Fabiani         | 1.820   | 0,5  | Casa Rossa - Partito Comunista dei Lavoratori | 1.662   | 0,5  | –       |
|                                                                          | Fulvio Carlo Maiorca    | 1.304   | 0,3  | Forza Nuova                                   | 1.255   | 0,4  | –       |
| Gesamt                                                                   | Gesamt                  | 373.673 | 100  |                                               | 351.696 | 100  | 20      |